# Црква Рођења Светог Јована Претече и Крститеља у Зворнику
Храм Рођења Светог Јована Претече и Крститеља је црква Српске православне цркве који се налази у граду у улици Браће Стефановића у Зворнику у Републици Српској у Босни и Херцеговини. Ова црква је најстарији парохијски храм у епархији зворничко-тузланској. Подигнута је на темељима старе цркве 1817. године, а освештао ју је Митрополит Гаврило „Хроми“ 1823. године. Зворник је био сједиште зворничке Митрополије од 1236. до 1852. године, а ова црква била је саборни храм зворничких митрополита у времену од 1823. до 1852. године. Садашња звона цркве су из 1927. године дар Зворнику од краља Александра I Карађорђевића. Црква је под заштитом државе са вриједним покретним иконама, старим књигама хрисовуљама и заставом Српског занатског друштва, а све драгоцијености повјерене су на чување у Епархијски музеј у Тузли, привремено премјештеног у Бијељини.

## Историја

### Настанак
Црква светог Јована Претече саграђена је у периоду од 1817. до 1821. године под културним утицајем Србије и под утицајем устанака из Србије у првој половини 19. вијека.

### Архитектура
Ова црква је једнобродан храм, са уском виском куполом. Поред тога, унутрашњост саме цркве карактерише велики број подужних и попречних сводова.
Када се говори о самој унутрашњости цркве, значајно је поменути то да се у збирци која је сачувана до данас, налази циклус од седам мањих икона које потичу са првобитног иконостаса из дана њеног оснивања. Истиче се византијска традиција. Старија сачувана икона која се налазила у овој цркви данас се чува у Музеју епископског двора, а ради се о икони „Деизис са пророшима и свештељима”, коју је насликао давне 1767. године српски зограф Теодор Стефановић Ваљевац. На самој икони се, поред имена аутора и године настанка, помиње и Тома, који је уписан као приложник. Поред ове иконе, још једна икона је такође пренесена у Музеј епархијског двора, а ради се о икони Свете Тројице са Арханђелом Михаилом, Светим Савом и Јованом Претечом, које је дјело Ристе Николића, иконописца.
Данас је црква у одређеној мјери промјенила свој изглед. Стари иконостас је замјењен новим. Са старог иконостаса сачувано је осам икона, од којих се издвајају „Распеће” и овална икона „Богородичиног Покрова”. Такође, помиње се још један аутор који је радио на дјелима унутар саме цркве. То је Михајло Јефтић, који је насликао „Убрус Христов” из „1819”. године.

## Галерија
- Панорама Зворника са храмом у средини